# Halesa

Mapa de algunas de las ciudades de Sicilia en la Antigüedad. Halesa estaba ubicada en el norte de la isla.

Halesa (también escrito Alaesa o Halaesa; en griego antiguo Ἄλαισα) fue una antigua ciudad de Sicilia, situada cerca de la costa norte de la isla, entre Cefaledio (actual Cefalú) y Calacte (actual Caronia).

## Historia
La ciudad fue de origen sículo y su fundación es relatada por Diodoro, quien cuenta que en el 403 a. C. los habitantes de Herbita (una ciudad sícula), habiendo concluido la paz con Dionisio I de Siracusa, su gobernante o magistrado jefe Arcónides decidió abandonar la ciudad y fundar una nueva colonia, que estableció parcialmente con ciudadanos de Herbita y parcialmente con mercenarios y otros extraños que agrupó en torno a él por enemistad hacia Dionisio. Dio a esta nueva colonia el nombre de Halesa, al que se añadía frecuentemente el epíteto Arconidea con el fin de distinguirla. Otros atribuyen la fundación de la ciudad, aunque erróneamente, a los cartagineses.
Halesa pronto se hizo próspera gracias al comercio marítimo, y al comienzo de la primera guerra púnica fue una de las primeras ciudades sicilianas en someterse a los romanos, a cuya alianza siguieron fieles continuamente. Fue sin duda a su conducta en este aspecto, y a los servicios que podía prestar a los romanos durante sus guerras en Sicilia, que se le permitió el peculiar privilegio de conservar sus propias leyes y la independencia, excepto en lo relativo a impuestos: una ventaja disfrutada por solo cinco ciudades sicilianas. A consecuencia de esta ventajosa posición creció rápidamente en riqueza y prosperidad, y se convirtió en una de las ciudades más florecientes de Sicilia.
En una ocasión sus ciudadanos, habiéndose visto envueltos en disputas internas sobre la elección del senado, solicitaron en el 95 a. C. la presencia de C. Claudio Pulcro para resolver el asunto de acuerdo a la ley, lo que hizo a satisfacción de todas las partes. Pero estos privilegios no les protegieron de las exigencias de Verres, quien les impuso una enorme contribución tanto en grano como en dinero. La ciudad parece haber declinado desde entonces, y cayó en la época de Augusto a la condición de una ciudad municipal corriente: pero era aún uno de los pocos lugares de la costa norte de Sicilia que Estrabón consideraba digno de mención. Plinio también la enumera entre la stipendiariae civitates de Sicilia. Halesa es el único lugar de Sicilia donde se ha descubierto una inscripción a un gobernador romano del periodo republicano (quizá del 93 a. C.).

## Ubicación y restos
Ha existido gran disparidad de opiniones respecto a la ubicación de Halesa, debida principalmente a la discrepancia de distancias asignadas por Estrabón, el Itinerario de Antonino y la Tabula Peutingeriana. Algunas de ellas están indudablemente corruptas o erradas, pero en general no puede haber duda de que su situación fue correctamente establecida por Cluverio y Torremuzza en el punto señalado por una vieja iglesia llamada Santa Maria le Palate, cerca de la ciudad moderna de Tusa, y cerca del río Pettineo. Esta ubicación coincide perfectamente por lo indicado por Diodoro, respecto a que la ciudad fue construida sobre una colina a unos 8 estadios del mar, así como con la distancia de dieciocho M. P. desde Cephaloedium asignada por la Tabula. (El Itinerario da 28 por un error fácil.)
Las ruinas descritas por Fazello como visibles allí en su época eran tales que señalaban el lugar de una gran ciudad, y varias inscripciones han sido halladas en ese sitio, algunas de ellas aludiendo claramente a Halesa. Una de estas, de considerable extensión e importancia, da numerosos detalles locales respecto a la división de las tierras, etcétera, y menciona repetidamente un río llamado «Halaesus», evidentemente el mismo «Halesus» de Columela, que es probablemente el actual río Tusa (también llamado Pettineo). También se menciona una fuente llamada «Ipyrrha», quizá la misma de la que hablan Solino y Prisciano, sin mencionar su nombre, existente en el territorio de Halesa, cuyas aguas eran supuestamente agitadas por el sonido de la música. Fazello describe las ruinas como extendiéndose desde la orilla del mar, donde quedaban los restos de un gran edificio (probablemente unos baños), hasta la cima de una colina a unos 1,5 km, en la que estaban los restos de la ciudadela. Unos 5 km más tierra adentro había una gran fuente (probablemente la Ipyrrha de la inscripción), con muchos restos del acueducto que conducía sus aguas hasta la ciudad. Todos estos restos han desaparecido, salvo algunas porciones del acueducto, si bien se han descubierto frecuentemente en el lugar fragmentos de estatuas, además de monedas e inscripciones.

## Monedas
En una moneda romana de la época de Augusto puede hallarse la leyenda «Halaisa Archonida».